# Paolo Gasparini (fotografo)
Paolo Gasparini (Gorizia, 1934) è un fotografo italiano naturalizzato venezuelano.
Formatosi come fotografo dentro la corrente neorrealista italiana, è uno dei fotografi più influenti dell'America Latina.

## Biografia
Nel 1954 emigrò in Venezuela, dove il fratello Graziano viveva già dal 1948. Lì fondò lo studio Arquifoto, dove iniziò a occuparsi di fotografia di architettura.
Nel 1958 il MoMA acquistò alcune delle sue fotografie e nel 1959 partecipò alla mostra Photography at Mid-Century al George Eastman Museum.

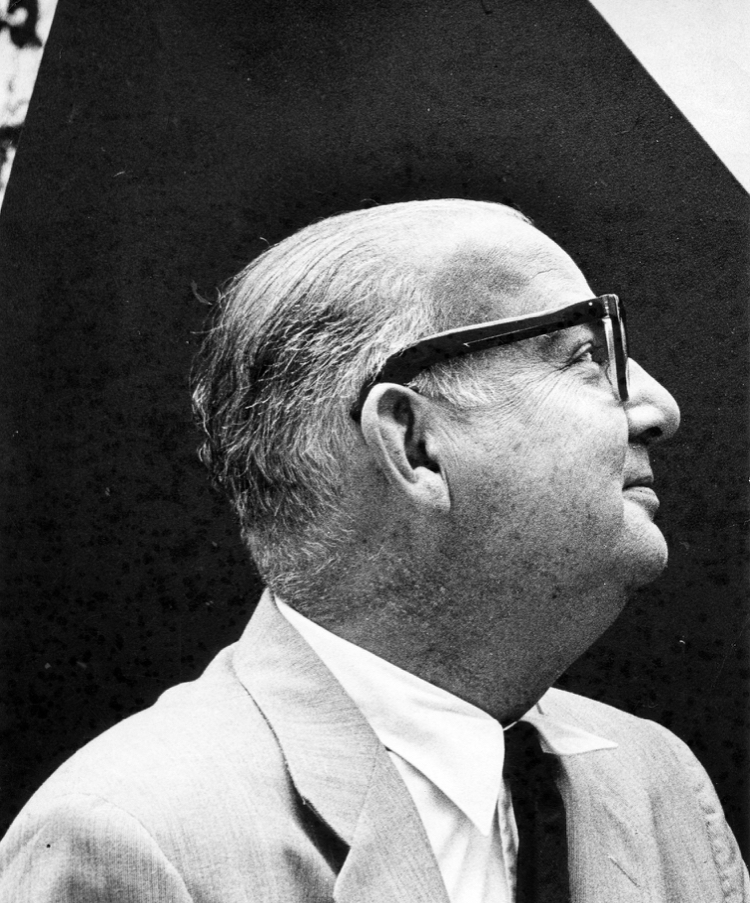
Carlo Raúl Villanueva fotografato per Paolo Gasparini in 1957.

Nel 1959 pubblica il suo primo libro fotografico, Bobare, "la città più povera, abbandonata e miserabile dello stato di Lara", secondo le sue stesse parole. Questo è un libro di fotografia realistica influenzato da Un paese, di Paul Strand, che incontrò in Francia nel 1956. Nel 1961 ha esposto Rostros de Venezuela nel Museo de Bellas Artes de Caracas.
Tra il 1961 e il 1965 ha vissuto a Cuba, dove ha collaborato con Alejo Carpentier alla rivista Revolución. Nell 1964 sposò Franca Donda all'Avana, il suo padrino di nozze fu il suo grande amico Italo Calvino

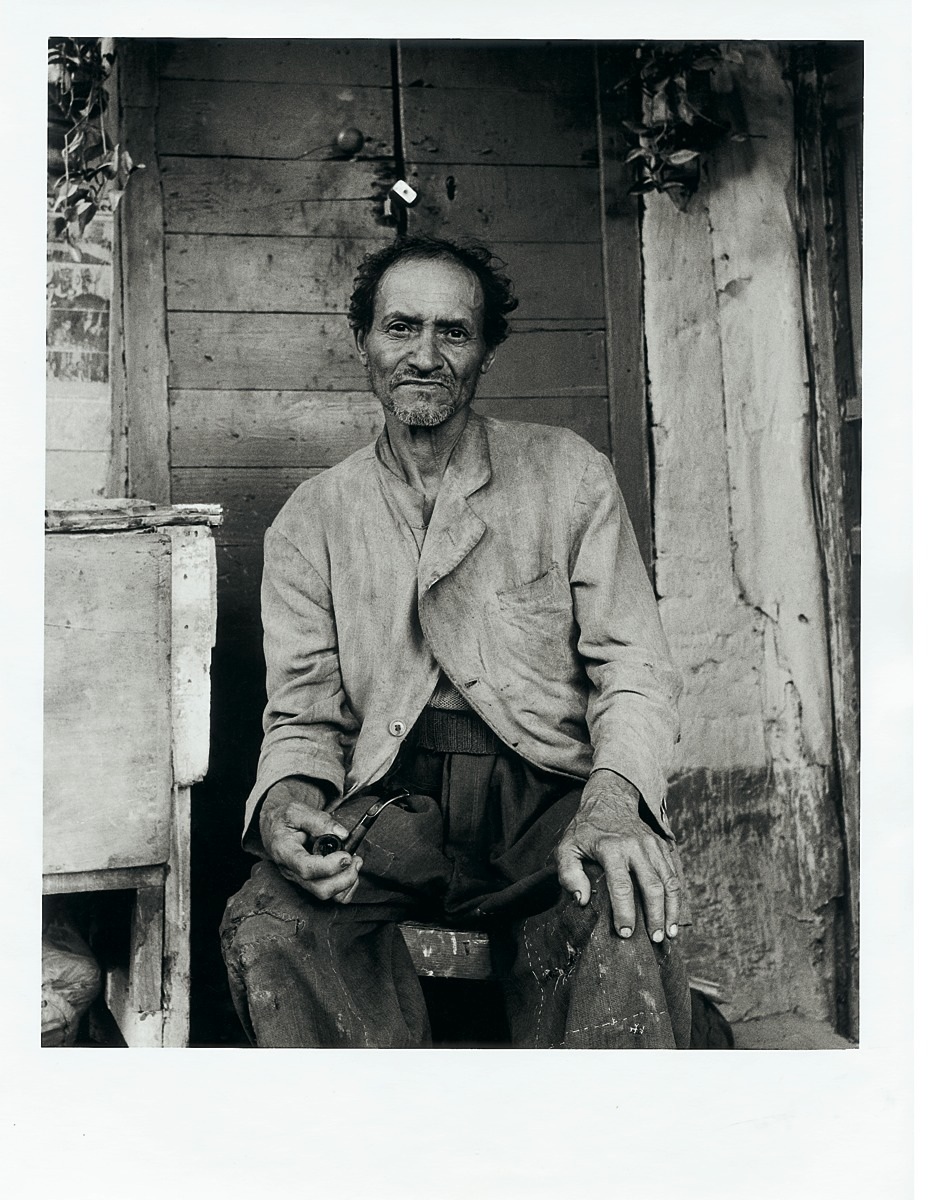
Bárbaro Rivas nella sua casa di Petare, fotografato da Paolo Gasparini nel 1957.

Alla fine degli anni '60 ritorna a Caracas, dove attualmente risiede.
Nel 1993 è stato vincitore del Premio Nazionale di Fotografia del Venezuela, nazione che poi gli dedicherà «il padiglione della Biennale di Venezia del 1995 e nel 2000». Il premio venezuelano è un riconoscimento importante a livello internazionale. Nel 2003 sarà assegnato a Thea Segall.

## Opere
- Bobare (Caracas, 1959)
- La ciudad de las columnas (L'Habana, 1970), con testi di Alejo Carpentier
- Para verte mejor, América Latina (Città di Messico, 1972)
- Retromundo (Caracas, 1986), con design di Álvaro Sotillo
- El Suplicante (Città di Messico, 2011), con testi di Juan Villoro
- Karakarakas (Caracas, 2014)
- Del reverso de las imágenes (Città di Messico, 2015),
- Andata e ritorno 1953-2016 (Caracas, 2015)
- Paolo Gasparini, (Madrid, 2021)[14]

## Riconoscimenti
- 1994 - Premio Nazionale di Fotografia di Venezuela